# Erna Yoshida Blenk
Erna Yoshida Blenk, auch Erna Yoshida Früh-Blenk (* 4. Juli 1913 in Shanghai; † 9. Juli 1996 in Zürich), war eine Schweizer Malerin, Zeichnerin und Grafikerin.

## Leben und Wirken
Erna Yoshida Blenk wurde als Tochter einer Japanerin und eines schweizerischen Kaufmanns 1913 in Shanghai geboren. Ihre Kindheit und Jugend verbrachte sie in Kōbe und Shanghai, ab 1926 lebte sie in Winterthur. An der Kunstgewerbeschule Zürich studierte sie von 1930 bis 1933 bei Otto Morach, Ernst Gubler und Otto Meyer-Amden. Mehrere Studienaufenthalte und Reisen führten sie nach Paris, Belgien, Südfrankreich, England und Spanien. 1934 heiratete sie den Schweizer Maler, Grafiker und Illustrator Eugen Früh, den sie während ihres Studiums in Zürich kennengelernt hatte.
Erna Yoshida Blenks Œuvre ist von ihrer japanischen Herkunft geprägt. Auf wenige Bildelemente beschränkte Blumen- und Früchtestillleben in Öl, Tempera und Gouache prägen ihr Werk. Ab den 1950er Jahren entstanden Werke unter dem Einfluss chinesischer und japanischer Schriftzeichen, Collagen mit Ausschnitten aus japanischen Zeitungen und Holzschnitte für Buchillustrationen.
In den Jahren 1942, 1945 und 1947 erhielt Erna Yoshida Blenk den Förderpreis der Eidgenössischen Kunstkommission. An der Ernastrasse in Zürich wurde 2023 eine Hinweistafel auf Erna Yoshida Blenk angebracht.
Kurz vor ihrem Tod ordnete sie noch die Errichtung der Eugen-und-Yoshida-Früh-Stiftung an.

## Ausstellungen (Auswahl)
- 1948: Buchhandlung Bodmer, Zürich
- 1950: Kunstsalon Wolfsberg
- 1955 und 1957: Internationale Kunstausstellung in Tokio
- 1958, 1964, 1971 und 1985: Galerie Orell Füssli
- 1962: Aargauer Kunsthaus
- 1970: Schwarzweiss und Bunt, ETH Zürich
- 1977: Natur heute und morgen, Helmhaus, Zürich
- 1980: Sommer und Sonne, Galerie Wolfsberg, Zürich

## Werke
- Fritz Rosenfeld: Der Goldfasan. Drei Legenden. Mit Holzschnitten von Erna Yoshida Blenk. Büchergilde Gutenberg, Zürich/Wien/Prag 1933.
- Paul Adolf Brenner: Das trostreiche Antlitz. Mit 10 Holzschnitten von Erna Yoshida Blenk. Verlag Oprecht, Zürich 1941.
- Helmut Schilling: Die Zwillingsbrüder. Mit Pinselzeichnungen von Erna Yoshida Blenk. Büchergilde Gutenberg, Zürich/Wien/Prag 1952.
- Annemarie Schwyter: Der große Regen. Ein chinesisches Märchen. Mit 6 Original-Holzschnitten von Erna Yoshida Blenk. Alpha-Presse, Zürich 1954.